# Festuca roblensis
Festuca roblensis là một loài thực vật có hoa trong họ Hòa thảo. Loài này được Gonz.-Led. mô tả khoa học đầu tiên năm 1998.